# Adolfo Ballivián
Adolfo Ballivián Coll (La Paz, Bolivia; 15 de noviembre de 1831-Ñucchu, Chuquisaca, Bolivia; 14 de febrero de 1874) fue un militar, músico y político boliviano. Ocupó la presidencia de Bolivia desde el 9 de mayo de 1873 hasta que renunció a su puesto el 31 de enero de 1874.

## Biografía
Adolfo Ballivián nació el 15 de noviembre de 1831 en la ciudad de La Paz, Bolivia. Fue hijo del ex Presidente boliviano y héroe de guerra José Ballivián y Segurola Zelarayán. Su madre fue María Mercedes Coll Rivero, descendiente de la aristocracia chuquisaqueña y emparentada con Joaquín Lemoine y Felipe Rivero y Lemoine.
De alta educación, tuvo la ocasión de viajar por muchos lugares. Fue miembro de las fuerzas armadas, orador, compositor de música clásica, escritor, y diputado.
Desde muy niño acompañó a su padre en las batallas de la Confederación Perú-Boliviana y participando también en la Batalla de Ingavi.
Durante sus primeros viajes, viviendo en el exilio junto a su padre, se casó el 12 de mayo de 1842 en Valparaíso, Chile con Carmen Grimwood Allende, hija del empresario inglés John Raymond Desse Grimwood y de la chilena María Gertrudis Allende Salazar y Barreda. Tuvieron 9 hijos entre los que destacó Adolfo Ballivián Grimwood, que ejerció como delegado nacional del Territorio Nacional de Colonias

## Presidente de Bolivia
Regresando a su tierra natal, ejerció más tarde cargos como diputado y periodista, pero regresó a Europa cuando se deterioraban las relaciones entre el presidente Morales y el congreso y sociedad civil en 1872. Todavía se encontraba allá cuando su nombre fue invocado por las fuerzas congresales y constitucionalistas como su candidato en las elecciones de 1873, llamadas con rapidez después del inesperado asesinato del presidente Agustín Morales (en noviembre de 1872). Fue elegido presidente en lo que posiblemente fueron las elecciones más limpias hasta ese punto en la historia boliviana. 
A su regreso,  Tomás Frías Ametller le transfirió el mando el 4 de mayo de 1873, y Ballivián Coll así se convirtió en el presidente más joven en la historia de Bolivia, siguiendo precisamente al más anciano (Paz Estenssoro).
Ballivián gozo de un período corto de la "luna de miel" y entonces enfrentó la acostumbrada oposición obstruccionista de políticos que era típica de esos tiempos. Tampoco le ayudó que su corto mandato presidencial coincidió con una baja global de los precios de la plata, hasta entonces el producto de exportación más importante para Bolivia, junto con el estaño. Era en este contexto que el Congreso le negó a Ballivián su urgente pedido de comprar dos nuevos buques de guerra en Europa para reequipar la precaria, prácticamente inexistente Armada Boliviana, a raíz de desafíos a la soberanía boliviana que emanaban en el Pacífico por parte de Chile. Este rechazo del congreso sería muy lamentado más tarde por los bolivianos, cuando la guerra contra Chile hizo erupción finalmente, en 1879. 
Trágicamente, el presidente Adolfo Ballivián sufrió un cáncer de estómago solo meses después de llegar al poder, y murió el 14 de febrero de 1874. Fue reemplazado por el presidente del Consejo de Estado, el mismo Tomás Frías Ametller quien le había transferido la presidencia solo nueve meses antes.